# Commatarcha acidodes
Commatarcha acidodes är en fjärilsart som beskrevs av Diakonoff 1989. Commatarcha acidodes ingår i släktet Commatarcha och familjen Carposinidae. Inga underarter finns listade i Catalogue of Life.